# Relations entre la Norvège et l'Union européenne
Les relations entre la Norvège et l’Union européenne sont anciennes, notamment car la Norvège a – par deux fois : en 1972 et 1994 – entamé des procédures d'adhésion à l’Union européenne.

## Historique
Du fait des rejets successifs par référendums, la Norvège a conclu – dans le cadre de l'Association européenne de libre-échange dont elle est membre – un accord de participation à l'espace économique européen (EEE) qui implique : la participation au marché commun (toutes les lois, sauf celles liées à l’agriculture et la pêche, s'appliquent à la Norvège), la participation aux agences et programmes de l'UE (sans pour autant avoir de droit de vote), la participation à la cohésion économique et sociale de l'EEE et un dialogue politique régulier en matière de relations extérieures aux niveaux des ministères et des experts.
Selon un Livre blanc Outside & inside – Norway's agreement with the EU publié par le gouvernement norvégien, la participation de celle-ci à l'EEE et les autres accords existant entre elle et l'UE font que celle-ci est à 75 % intégrée à l’Union.
La Norvège participe aussi à l'espace Schengen, à Europol et à Eurojust.
En 2016, en pleine campagne sur le Brexit, et alors que la relation UE-Norvège est fréquemment érigée en modèle par les partisans de la sortie du Royaume-Uni de l'Union européenne, la Première ministre norvégienne Erna Solberg enjoint aux Britanniques de rester dans l'UE, y voyant pour eux une perte sèche d'influence dans le jeu européen en cas de victoire du camp des eurosceptiques. Erna Solberg rejette par ailleurs toute idée d'une nouvelle consultation populaire pour l'adhésion de son pays à l'UE, n'étant à ses yeux pas « très attirante » à cause de ses nombreux problèmes actuels.

## Relations énergétiques
Dans le cadre des projets d'établissement d'un marché européen de l'énergie, le ministre norvégien du pétrole Tord Lien, a appelé les États membres à clarifier leur position quant au mix énergétique des États membres. En effet, la Norvège représente près de 30 % des importations de gaz dans l'Union, au coude à coude avec la Russie, et est considéré comme son fournisseur de gaz le plus stable. Or, Tord Linen a indiqué que les compagnies exploitant le gaz naturel de la mer de Barents sont confrontés à des choix : soit investir pour relier le gaz de la mer de Barents au réseau de pipelines ; soit liquéfier le gaz et l'exporter hors de l'Union. Un message clair des États membres et de l'Union européenne permettrait de rassurer les compagnies qui feraient dès lors, selon lui, les investissements nécessaires.

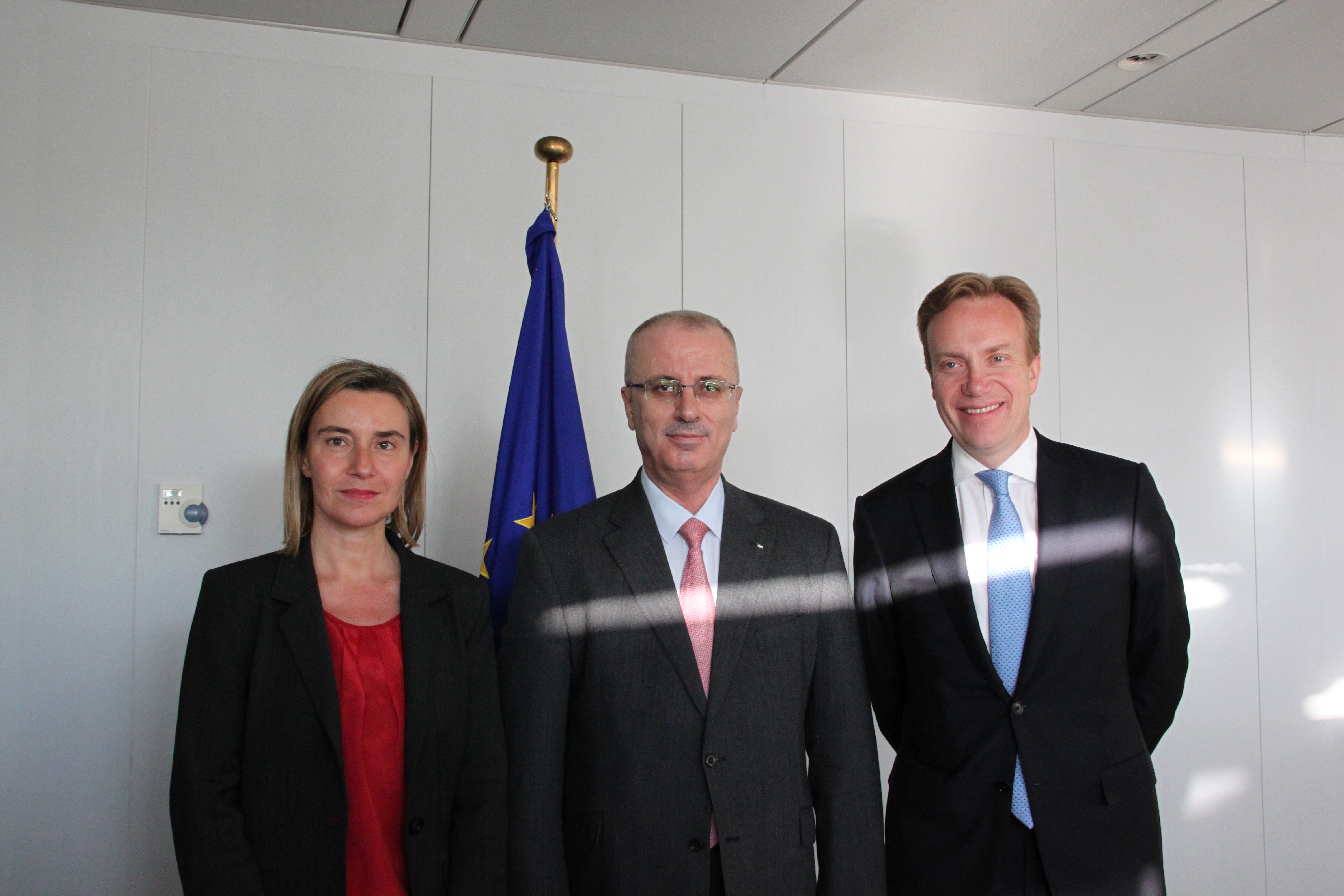
Federica Mogherini, Haute représentante de l'UE et Børge Brende, ministre des Affaires étrangères norvégien (3e à droite).

## Sources

## Compléments